# بخش یونین (شهرستان اوگلایز، اوهایو)
بخش یونین (به انگلیسی: Union Township) یک منطقهٔ مسکونی در ایالات متحده آمریکا است که در شهرستان اوگلایز واقع شده‌است.
 بخش یونین ۹۲٫۹ کیلومتر مربع مساحت و ۱٬۹۰۲ نفر جمعیت دارد و ۲۹۱ متر بالاتر از سطح دریا واقع شده‌است.